# Liste der Bodendenkmäler in Thierhaupten
Auf dieser Seite sind die Bodendenkmäler in dem schwäbischen Markt Thierhaupten zusammengestellt. Diese Tabelle ist eine Teilliste der Liste der Bodendenkmäler in Bayern. Grundlage ist die Bayerische Denkmalliste, die auf Basis des Bayerischen Denkmalschutzgesetzes vom 1. Oktober 1973 erstmals erstellt wurde und seither durch das Bayerische Landesamt für Denkmalpflege geführt wird. Die folgenden Angaben ersetzen nicht die rechtsverbindliche Auskunft der Denkmalschutzbehörde.

## Bodendenkmäler in Thierhaupten

### Gemarkung Edenhauser Forst
| Lage                        | Objekt                                                           | Akten-Nr.     | Bild |
| --------------------------- | ---------------------------------------------------------------- | ------------- | ---- |
| Edenhauser Forst (Standort) | Abschnittsbefestigung vor- und frühgeschichtlicher Zeitstellung. | D-7-7431-0095 |      |
| Edenhauser Forst (Standort) | Trichtergruben vor- und frühgeschichtlicher Zeitstellung.        | D-7-7431-0096 |      |
| Edenhauser Forst (Standort) | Siedlung der römischen Kaiserzeit.                               | D-7-7431-0145 |      |

### Gemarkung Neukirchen
| Lage                  | Objekt | Akten-Nr.     | Bild |
| --------------------- | --- | ------------- | ---- |
| Neukirchen (Standort) | Grabhügel vorgeschichtlicher Zeitstellung.                                                                     | D-7-7431-0034 |      |
| Neukirchen (Standort) | Siedlung vor- und frühgeschichtlicher Zeitstellung.                                                            | D-7-7431-0098 |      |
| Neukirchen (Standort) | Grabhügel der Hallstattzeit.                                                                                   | D-7-7431-0099 |      |
| Neukirchen (Standort) | Mittelalterliche und frühneuzeitliche Befunde im Bereich der Katholischen Pfarrkirche St. Vitus in Neukirchen. | D-7-7431-0101 |      |

### Gemarkung Pichl
| Lage             | Objekt                                     | Akten-Nr.     | Bild |
| ---------------- | ------------------------------------------ | ------------- | ---- |
| Pichl (Standort) | Grabhügel vorgeschichtlicher Zeitstellung. | D-7-7431-0168 |      |

### Gemarkung Thierhaupten
| Lage                    | Objekt | Akten-Nr.     | Bild                       |
| ----------------------- | --- | ------------- | -------------------------- |
| Thierhaupten (Standort) | Straßentrasse vor- und frühgeschichtlicher Zeitstellung. | D-7-7431-0003 |                            |
| Thierhaupten (Standort) | Wall-Graben-Anlage vor- und frühgeschichtlicher Zeitstellung, Siedlung der römischen Kaiserzeit.                                                                         | D-7-7431-0005 |                            |
| Thierhaupten (Standort) | Grabhügel vor- und frühgeschichtlicher Zeitstellung. | D-7-7431-0078 |                            |
| Thierhaupten (Standort) | Siedlung vor- und frühgeschichtlicher Zeitstellung. | D-7-7431-0079 |                            |
| Thierhaupten (Standort) | Siedlung vorgeschichtlicher Zeitstellung. | D-7-7431-0080 |                            |
| Thierhaupten (Standort) | Schürfgruben vor- und frühgeschichtlicher Zeitstellung. | D-7-7431-0081 |                            |
| Thierhaupten (Standort) | Siedlung vor- und frühgeschichtlicher Zeitstellung. | D-7-7431-0082 |                            |
| Thierhaupten (Standort) | Grabenwerk vor- und frühgeschichtlicher Zeitstellung. | D-7-7431-0083 |                            |
| Thierhaupten (Standort) | Siedlung vor- und frühgeschichtlicher Zeitstellung. | D-7-7431-0084 |                            |
| Thierhaupten (Standort) | Villa rustica der römischen Kaiserzeit. | D-7-7431-0085 |                            |
| Thierhaupten (Standort) | Grabenwerk vor- und frühgeschichtlicher Zeitstellung | D-7-7431-0086 |                            |
| Thierhaupten (Standort) | Befestigung des Mittelalters. | D-7-7431-0087 | weitere Bilder             |
| Thierhaupten (Standort) | Brandgräber der Mittellatènezeit. | D-7-7431-0089 |                            |
| Thierhaupten (Standort) | Mittelalterliche und frühneuzeitliche Befunde im Bereich der ehemalige Benediktinerklosterkirche, seit 1809 Katholischen Pfarrkirche St. Peter und Paul in Thierhaupten. | D-7-7431-0093 | Bodendenkmal D-7-7431-0093 |
| Thierhaupten (Standort) | Körpergräber mittelalterlicher und frühneuzeitlicher Zeitstellung. | D-7-7431-0094 |                            |
| Thierhaupten (Standort) | Siedlung der Linearbandkeramik, der Bronzezeit, Urnenfelder- und Latènezeit sowie des Mittelalters.                                                                      | D-7-7431-0127 |                            |
| Thierhaupten (Standort) | Kloster des Mittelalters und der frühen Neuzeit. | D-7-7431-0128 | Bodendenkmal D-7-7431-0128 |
| Thierhaupten (Standort) | Siedlung der römischen Kaiserzeit sowie Wegtrassen vor- und frühgeschichtlicher Zeitstellung.                                                                            | D-7-7431-0131 |                            |
| Thierhaupten (Standort) | Siedlung vor- und frühgeschichtlicher Zeitstellung. | D-7-7431-0132 |                            |
| Thierhaupten (Standort) | Siedlung vor- und frühgeschichtlicher Zeitstellung. | D-7-7431-0135 |                            |
| Thierhaupten (Standort) | Siedlung der römischen Kaiserzeit. | D-7-7431-0140 |                            |
| Thierhaupten (Standort) | Schanze der frühen Neuzeit. | D-7-7431-0176 |                            |
| Thierhaupten (Standort) | Siedlung der römischen Kaiserzeit, Gräber des frühen Mittelalters, Wasserleitung der Neuzeit.                                                                            | D-7-7431-0182 |                            |
| Thierhaupten (Standort) | Siedlung der römischen Kaiserzeit. | D-7-7431-0190 |                            |
| Thierhaupten (Standort) | Siedlung des Neolithikums. | D-7-7431-0249 |                            |
| Thierhaupten (Standort) | Siedlung der römischen Kaiserzeit. | D-7-7431-0256 |                            |
| Thierhaupten (Standort) | Mittelalterliche und frühneuzeitliche Befunde im Bereich der abgebrochenen Katholischen Pfarrkirche St. Georg in Thierhaupten.                                           | D-7-7431-0258 |                            |
| Thierhaupten (Standort) | Siedlung und Handwerksplatz der römischen Kaiserzeit. | D-7-7431-0261 |                            |
| Thierhaupten (Standort) | Schanze der frühen Neuzeit. | D-7-7431-0262 |                            |
| Thierhaupten (Standort) | Mittelalterliche und frühneuzeitliche Befunde im Bereich des abgegangenen Windenhofs.                                                                                    | D-7-7431-0263 |                            |
| Thierhaupten (Standort) | Siedlung der römischen Kaiserzeit. | D-7-7431-0266 |                            |

### Gemarkung Todtenweis
| Lage                  | Objekt                                                                                             | Akten-Nr.     | Bild |
| --------------------- | -------------------------------------------------------------------------------------------------- | ------------- | ---- |
| Todtenweis (Standort) | Siedlung des Neolithikums, der Urnenfelderzeit, der römischen Kaiserzeit und des Frühmittelalters. | D-7-7431-0144 |      |
| Todtenweis (Standort) | Siedlung der Römischen Kaiserzeit.                                                                 | D-7-7431-0267 |      |